# Rzepniewo
Rzepniewo [pronunciación en polaco: /ʐɛpˈɲɛvɔ/] es un pueblo en el distrito administrativo de Gmina Bielsk Podlaski, dentro del Distrito de Bielsk, Voivodato de Podlaquia, en el noreste de Polonia. Se encuentra aproximadamente 10 kilómetros al norte de Bielsk Podlaski y 30 kilómetros al sur del capital regional, Białystok.